# Michelangelo Merisi da Caravaggio

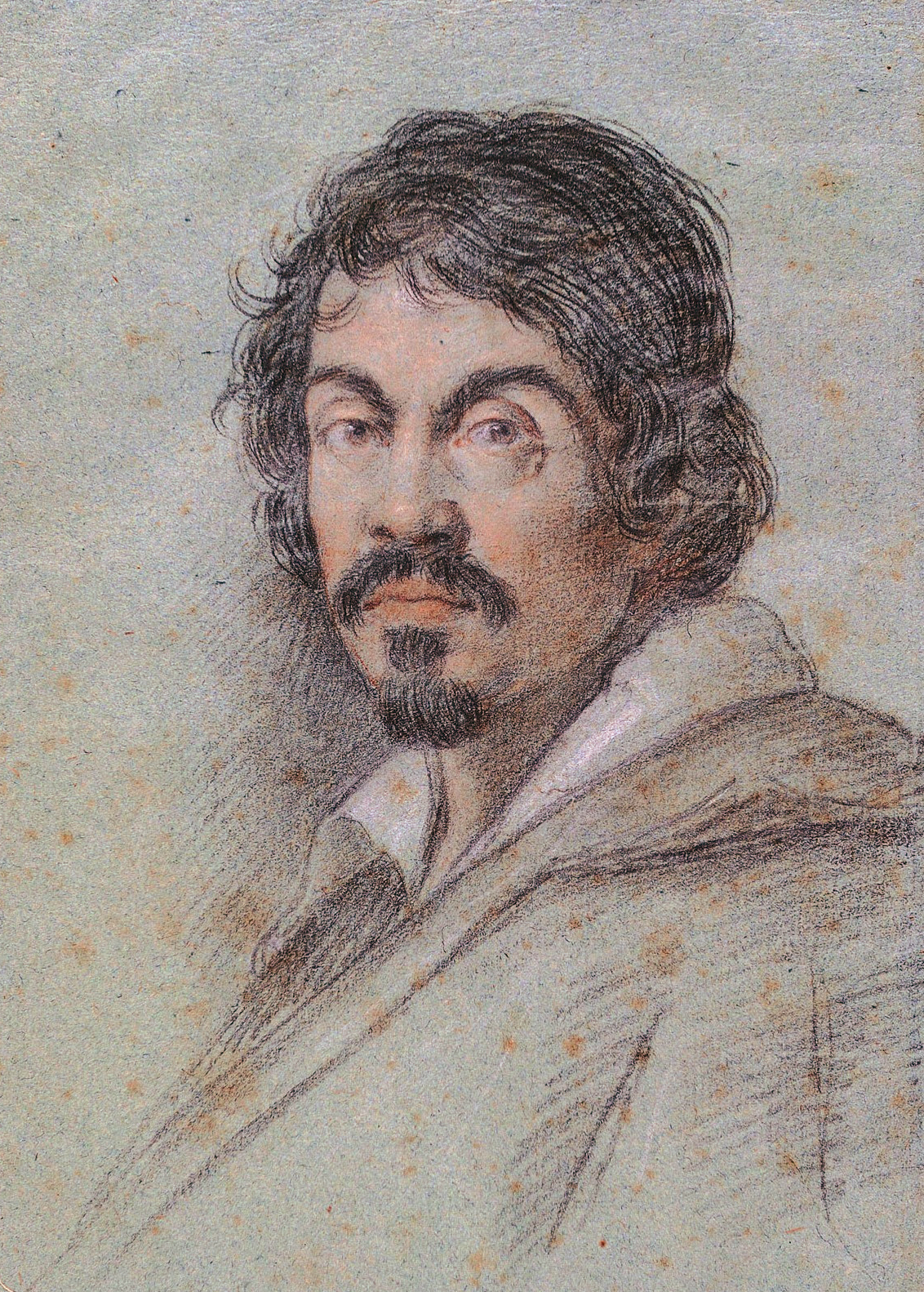
Posthumes Porträt Caravaggios von Ottavio Leoni, um 1614, Bibliotheca Marucelliana, Florenz

Michelangelo Merisi, auch Michael Angelo Merigi, nach dem Herkunftsort seiner Eltern (Caravaggio in der Lombardei) kurz Caravaggio [karaˈvadd͡ʒo] genannt (* 29. September 1571 in Mailand; † 18. Juli 1610 in Porto Ercole am Monte Argentario), war ein bedeutender italienischer Maler des Frühbarock.
Michelangelo Merisi da Caravaggio gilt zusammen mit Annibale Carracci als Überwinder des Manierismus und Begründer der römischen Barockmalerei. Während Carracci den barocken Klassizismus einleitete, zeichnet sich Caravaggios Stil durch eine neuartige und naturalistische Bildgestaltung aus, die er mit einer raffinierten und kontrastscharfen Art des Chiaroscuro, der Hell-Dunkel-Malerei, ausführt. In der Behandlung christlicher Themen ging er durch Verknüpfung des Sakralen mit dem Profanen neue Wege. Mit seinem neuen Stil übte Caravaggio nachhaltigen Einfluss auf viele italienische, niederländische, französische, deutsche und spanische Maler des Frühbarock aus, die oft auch als Caravaggisten bezeichnet werden (u. a. die Utrechter Caravaggisten).
Caravaggio führte ein bewegtes Leben. Nach einer Lehrzeit bei Simone Peterzano in Mailand reiste er nach Rom, wo er vom mittellosen Künstler zum bevorzugten Maler der römischen Kardinäle aufstieg. Wegen eines Totschlags wurde er aus Rom verbannt und ließ sich in Neapel und später Malta nieder. In Malta wurde er zum Ritter des Malteserordens ernannt, floh aber von dort nach einer tätlichen Auseinandersetzung nach Sizilien und kehrte nach einem Jahr nach Neapel zurück. Auf die Aufhebung seiner Verbannung aus Rom wartend, starb er im Alter von 38 Jahren in Porto d' Ercole am Monte Argentario bei Grosseto. Schon bald nach seinem frühen Tod bildeten sich Legenden, die ihn zum „Archetypen des verruchten Künstlers“ werden ließen. Bis heute lebt der „Mythos Caravaggio“ fort.

### Quellen und Legenden zu Persönlichkeit und Charakter

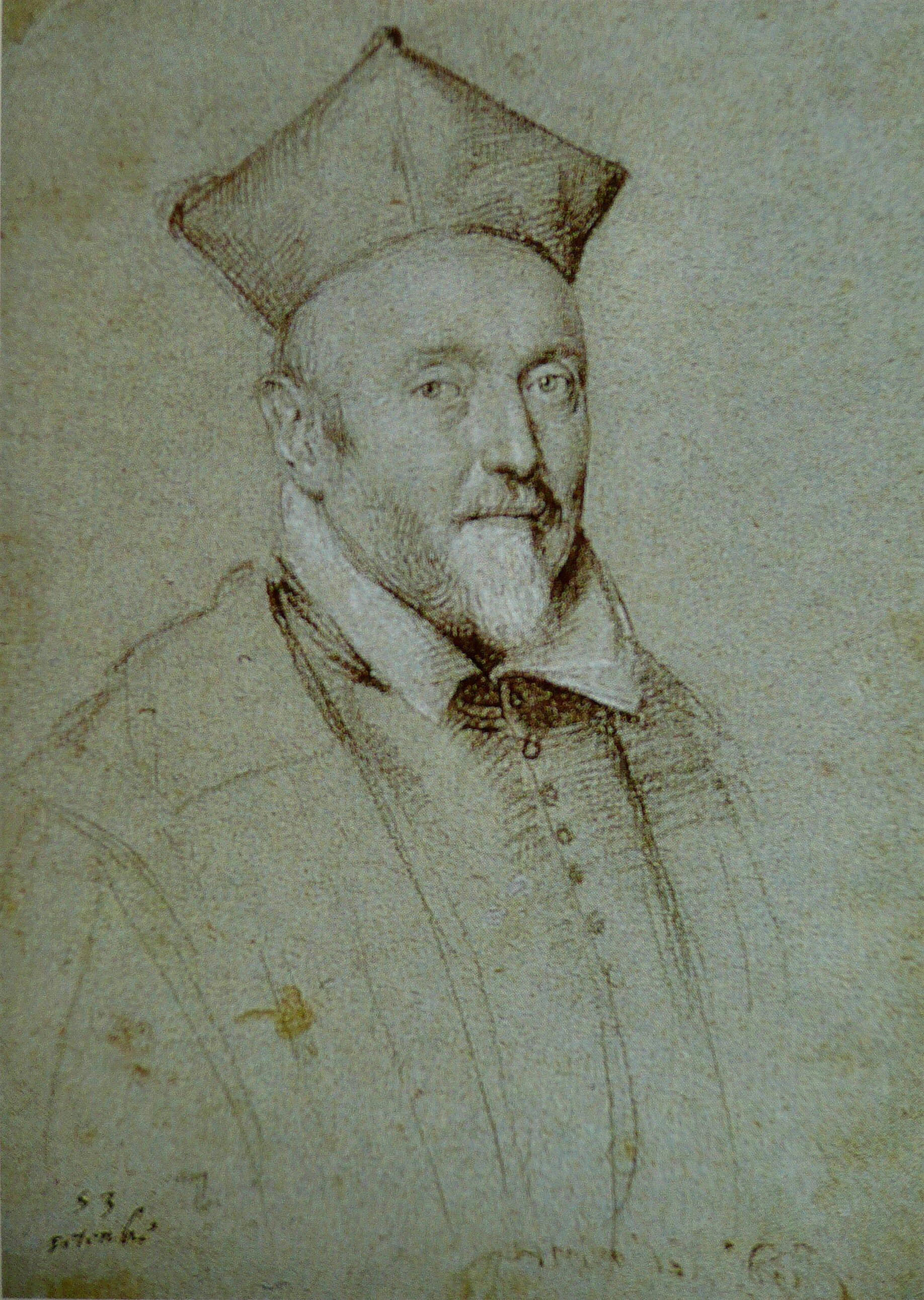
Porträt von Kardinal Francesco Maria Bourbon Del Monte, Caravaggios erstem Mäzen, von Ottavio Leoni

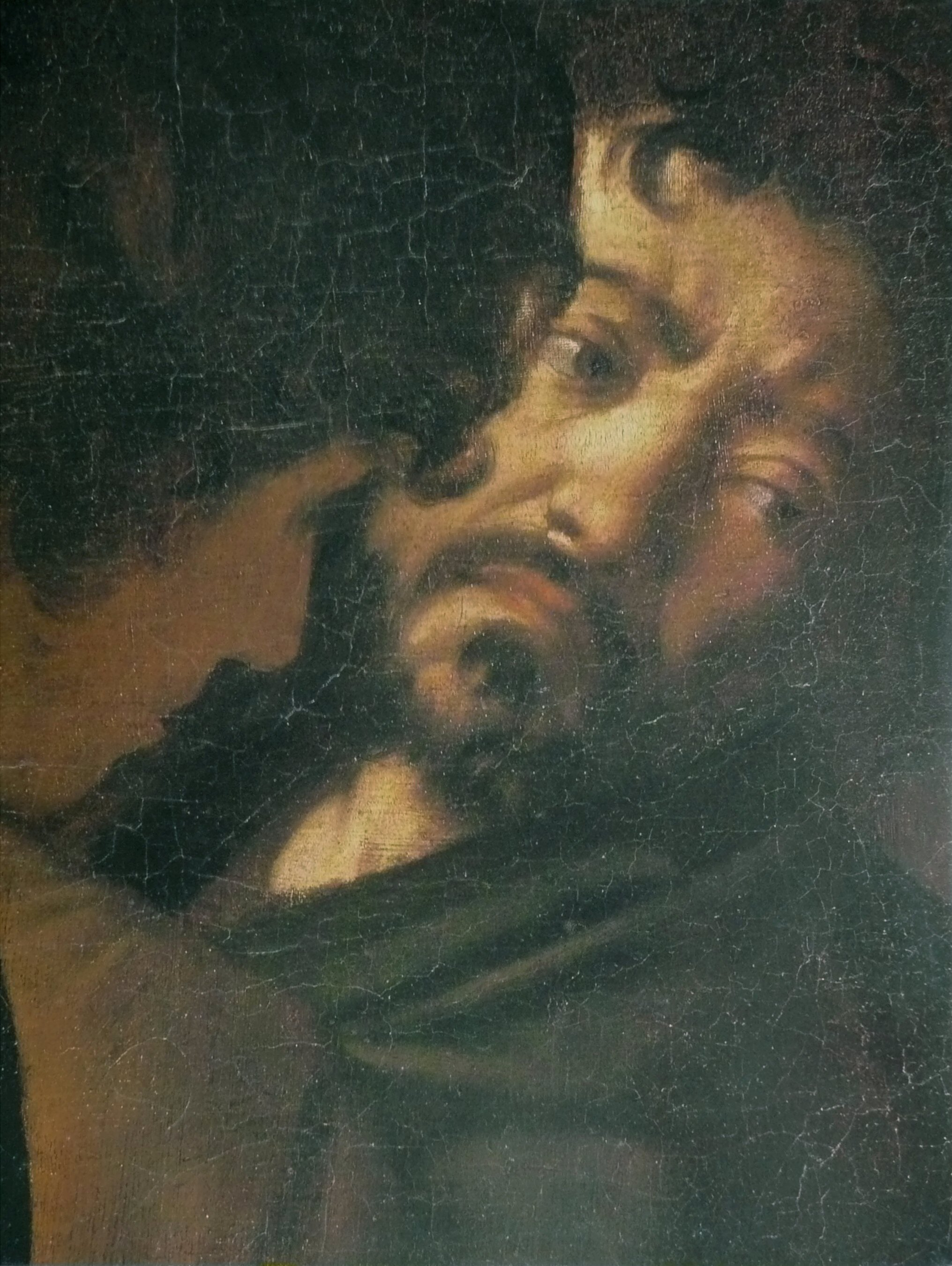
Dieses Detail aus dem Matthäusmartyrium wird als Selbstporträt des Meisters gedeutet (um 1600)

### Aufstieg zum Maler der Kardinäle: Rom (1592–1606)

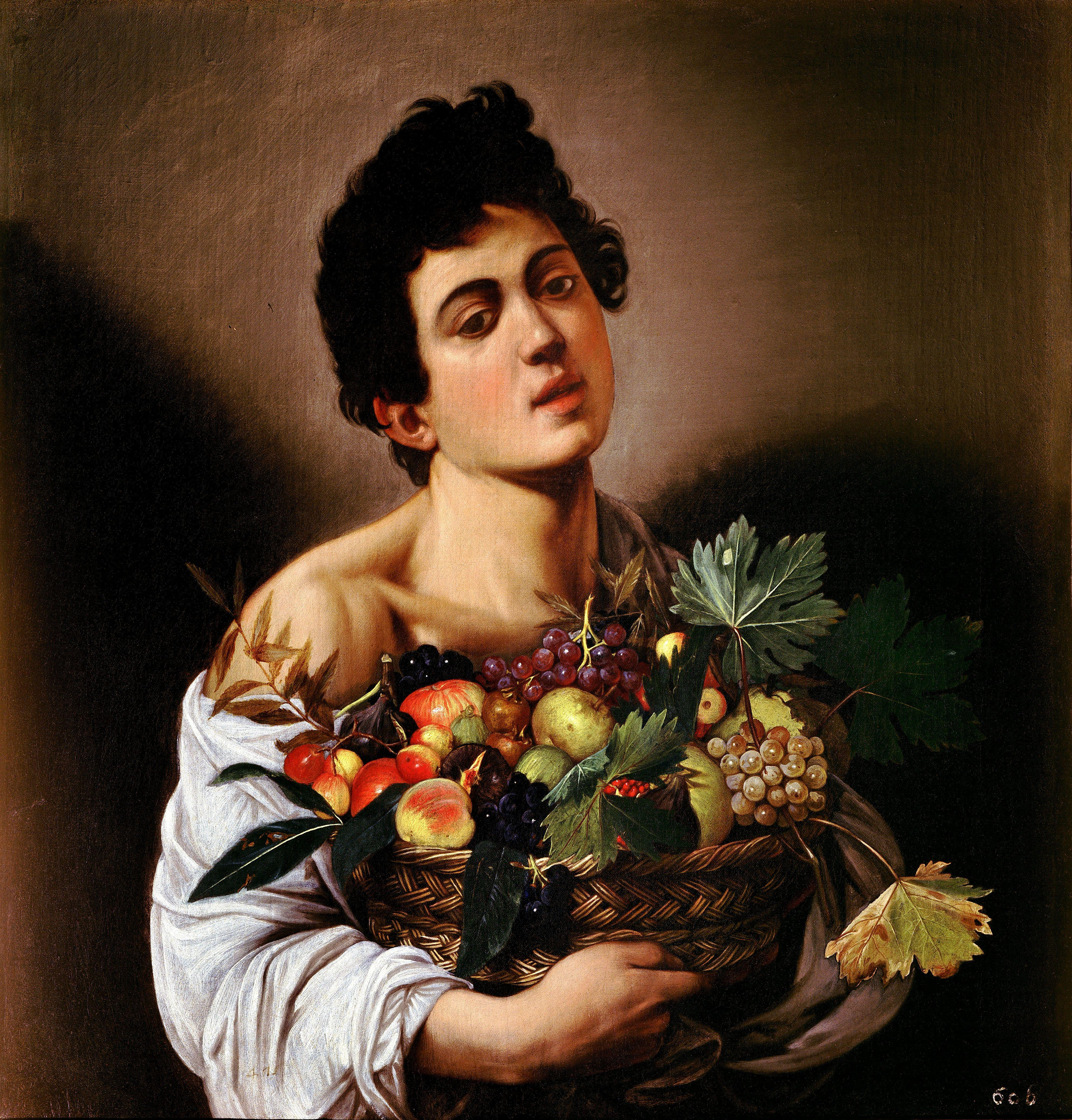
Knabe mit Früchtekorb (1593/94), Galleria Borghese, Rom

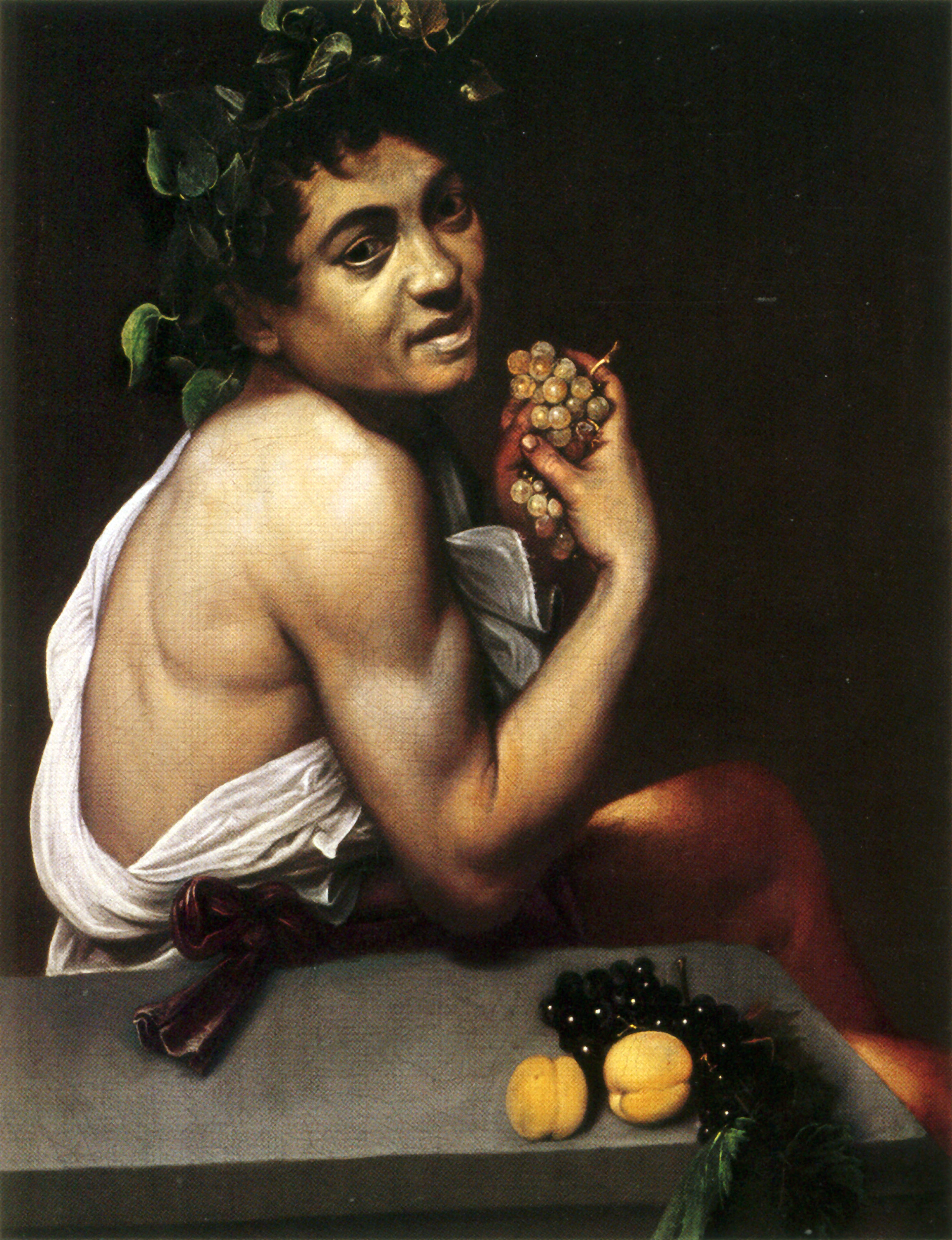
Kleiner kranker Bacchus (1593), Galleria Borghese, Rom

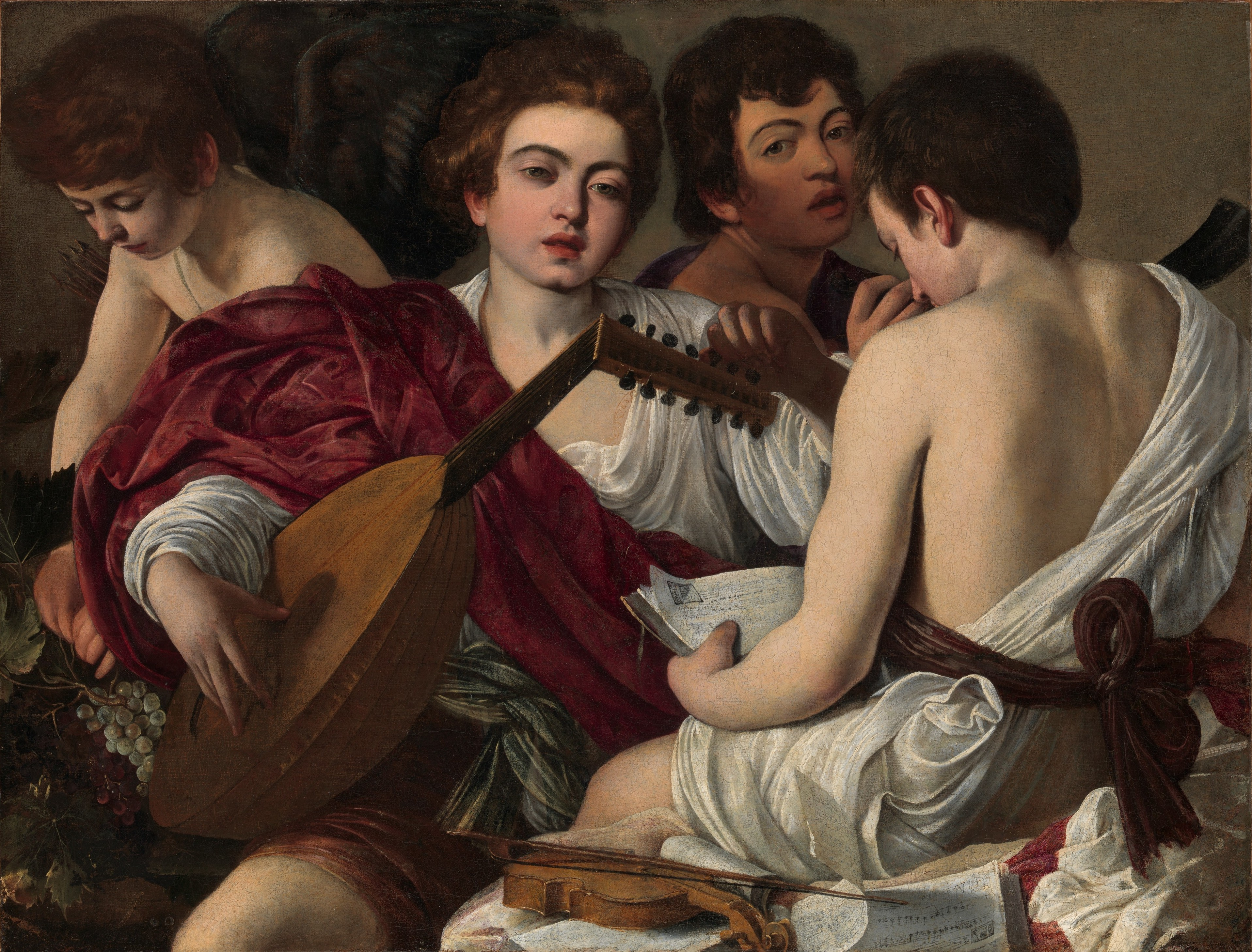
Die Musiker (1595), Metropolitan Museum of Art, New York

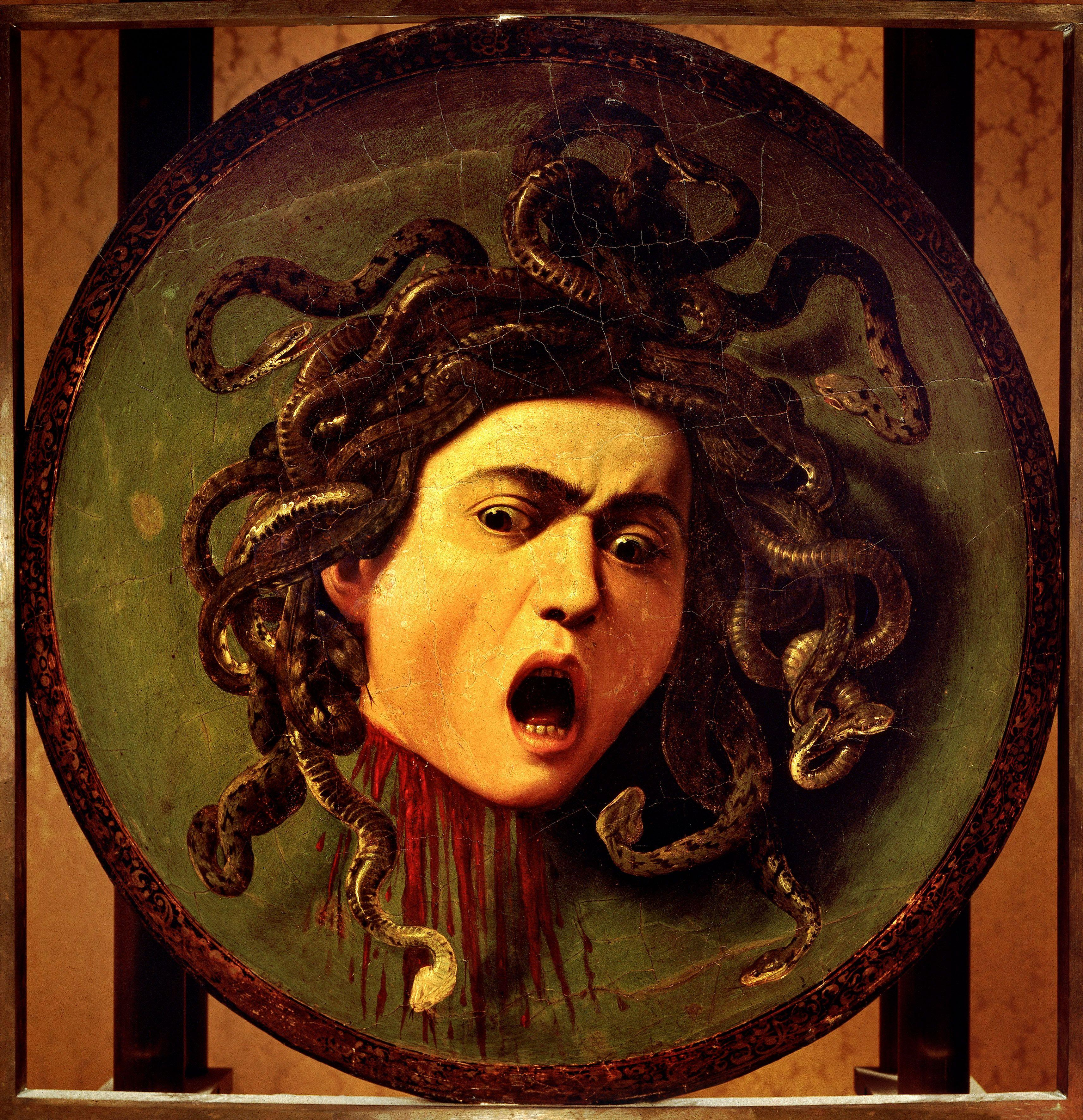
Medusa (etwa 1597), Galleria degli Uffizi, Florenz

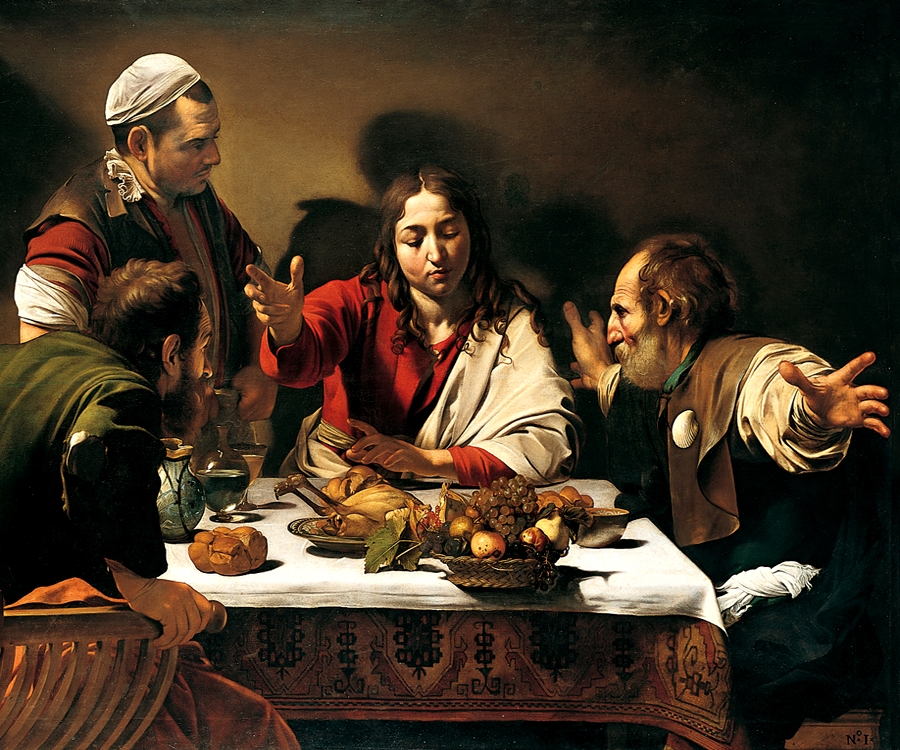
Das Abendmahl in Emmaus (1601), National Gallery, London

Der ungläubige Thomas (Kirchliche Version, 1601), Privatsammlung, Florenz, Italien

Die sieben Werke der Barmherzigkeit (1606/07), Neapel, Pio Monte della Misericordia

### Günstling des neapolitanischen Adels: Neapel (1606–1607)

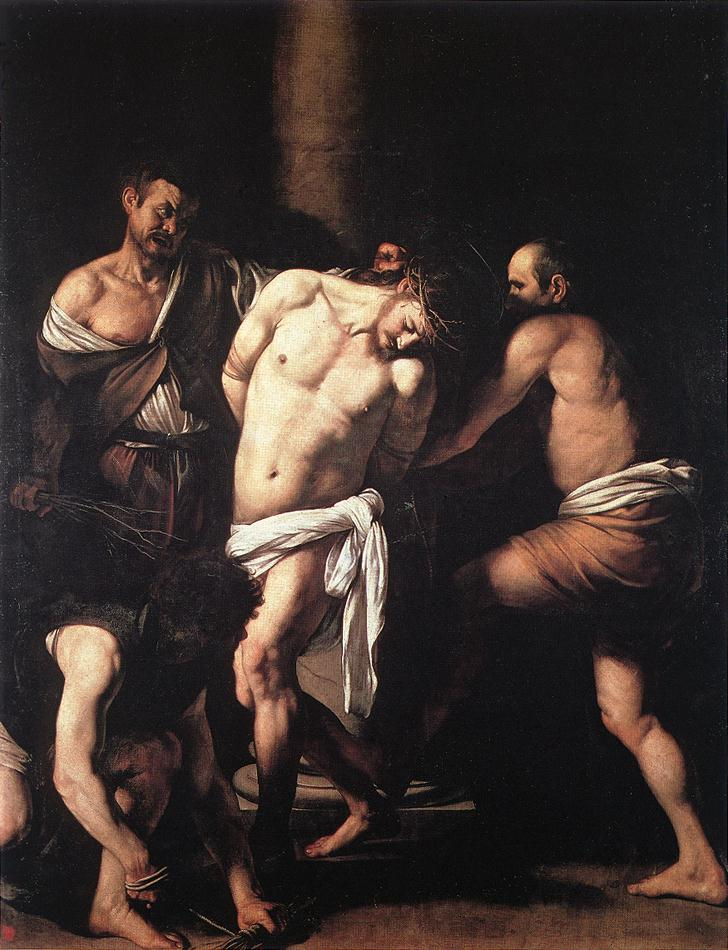
Die Geißelung Christi (1607)

### Ritter des Malteserordens: Malta und Sizilien (1607–1608)

Die Enthauptung Johannes des Täufers (1608), Öl auf Leinwand, 361 × 520 cm

### Letzte Jahre: Warten auf Begnadigung und früher Tod (1608–1610)

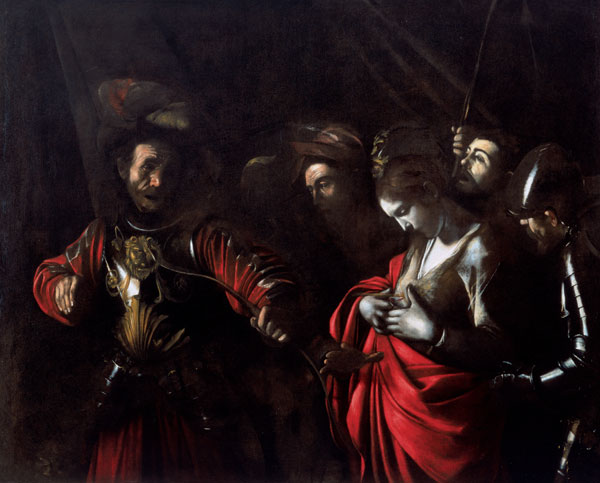
Das Martyrium der heiligen Ursula von 1610 ist eines der letzten Werke Caravaggios

### Arbeitsweise und Gestaltungsmerkmale

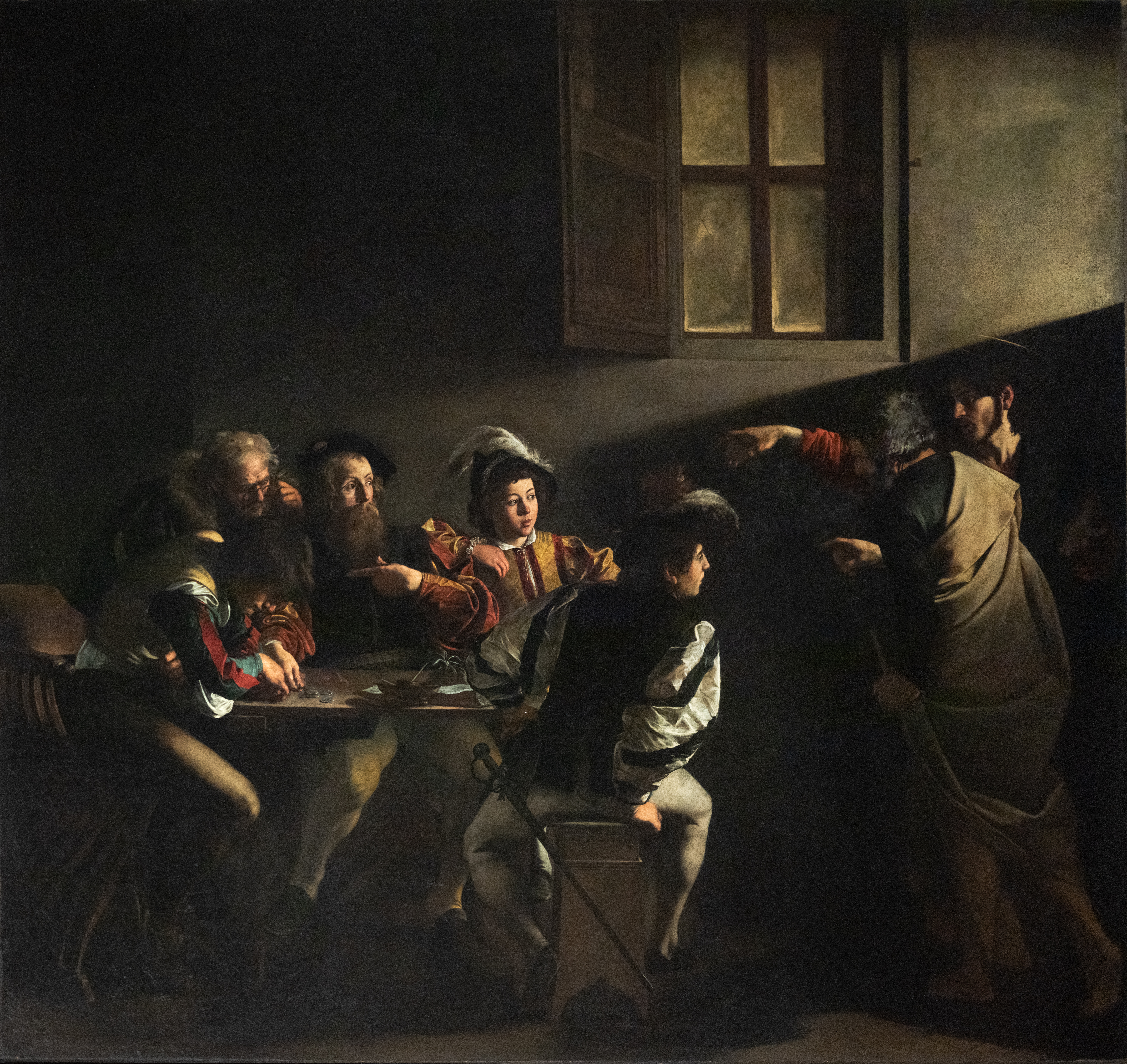
Berufung des Hl. Matthäus (1600), Öl auf Leinwand, 322 × 340 cm, San Luigi dei Francesi, Rom

## Leben